# キャロリン・カニンガム
キャロリン・カニンガム（Carolynne Cunningham, 1964年7月25日 - ）は、アカデミー賞ノミネート経験のある映画プロデューサー、助監督である。

## 人物
ピーター・ジャクソンの作品をプロデュースしており、『キング・コング』（2005年）、『第9地区』（2009年）、『ラブリーボーン』（2009年）、『ホビット』三部作（2012年 - 2014年）にクレジットされている。助監督としては、『シャイン』（1996年）、『ピッチブラック』（2000年）、『ピーター・パン』（2003）、『ロード・オブ・ザ・リング』三部作（2001年 - 2003年）などに参加している。

## フィルモグラフィ

### 製作
| 年   | 作品名                                                          | 備考                          |
| ---- | --------------------------------------------------------------- | ----------------------------- |
| 2005 | キング・コング King Kong                                        |                               |
| 2008 | Crossing the Line                                               | 短編映画                      |
| 2009 | 第9地区 District 9                                              | ノミネート - アカデミー作品賞 |
| 2009 | ラブリーボーン The Lovely Bones                                 |                               |
| 2012 | ホビット 思いがけない冒険 The Hobbit: An Unexpected Journey     |                               |
| 2013 | ホビット 竜に奪われた王国 The Hobbit: The Desolation of Smaug   |                               |
| 2014 | ホビット 決戦のゆくえ The Hobbit: The Battle of the Five Armies |                               |